# Adele Live in New York City
Adele: Live in New York City è stato uno special televisivo, registrato il 17 novembre 2015 in occasione del concerto di Adele presso Radio City Music Hall. Lo show, diretto da Beth McCarthy-Miller, è stato trasmesso da NBC il 14 dicembre 2015. Jimmy Fallon è stato il presentatore del programma, mentre Adele, Jonathan Dickins, e Lorne Michaels sono stati i produttori esecutivi.

## Scaletta
1. "Hello"
2. "Water Under the Bridge"
3. "One and Only"
4. "Hometown Glory"
5. "Chasing Pavements"
6. "All I Ask"
7. "Set Fire to the Rain"
8. "Daydreamer"
9. "Skyfall"
10. "Someone like You"
11. "Million Years Ago"
12. "When We Were Young"
13. "Rolling in the Deep"

## Critica
Adele Live in New York City ha registrato una media di 11.3 milioni di spettatori ed ha avuto una votazione di 3.0 da parte del pubblico di età compresa tra i 18 e i 49 anni, il punteggio più alto dato dagli adulti ad un concerto in prima serata, dopo quello dato agli Eagles nel Farewell Tour del 2005.
Lo special ha inoltre ricevuto quattro nomination ai Sessantottesimi Emmy Awards: Miglior regia per uno special di varietà, Migliore direzione delle luci per uno special di varietà, Migliore direzione tecnica, cinepresa, montaggio video per un film tv, serie o special e Miglior special di varietà. Di queste quattro categorie, Adele era nominata per quest'ultima.